# سرگی کریشکین
سرگی کریشکین (انگلیسی: Sergey Koryazhkin؛ زادهٔ ۲ ژانویهٔ ۱۹۶۰) ورزشکار شمشیربازی اهل اتحاد جماهیر شوروی سوسیالیستی است.
وی در مسابقات کشوری و بین‌المللی در مجموع برندهٔ ۱ مدال نقره شده‌است.